# Pathanamthitta
Pathanamthitta è una suddivisione dell'India, classificata come municipality, di 37.802 abitanti, capoluogo del distretto di Pathanamthitta, nello stato federato del Kerala. In base al numero di abitanti la città rientra nella classe III (da 20.000 a 49.999 persone).

## Geografia fisica
La città è situata a 9° 16' 0 N e 76° 46' 60 E e ha un'altitudine di 18 m s.l.m..

## Società

### Evoluzione demografica
Al censimento del 2001 la popolazione di Pathanamthitta assommava a 37.802 persone, delle quali 18.510 maschi e 19.292 femmine. I bambini di età inferiore o uguale ai sei anni assommavano a 3.868, dei quali 1.991 maschi e 1.877 femmine. Infine, coloro che erano in grado di saper almeno leggere e scrivere erano 32.212, dei quali 15.864 maschi e 16.348 femmine.